# UCI ProTour de 2007
O UCI ProTour de 2007 foi a terceira edição do sistema UCI ProTour, no qual as equipas de categoria UCI ProTeam (primeira categoria) tiveram garantida e obrigatória a participação em todas as carreiras com dita denominação de UCI ProTour.
A disputa entre os organizadores das Grandes Voltas e a UCI semeou dúvidas sobre o futuro da competição, já que as carreiras que organizavam estas Voltas anunciaram que poderiam saltar essas normas, declarando a 100% a guerra à UCI.
Depois da reunião de 5 de março de 2007, produziu-se um acordo entre a UCI e os organizadores das 11 carreiras "rebeldes" (organizadores das Grandes Voltas), depois do qual todas as equipas UCI ProTour excepto as introduzidos nesse ano da Unibet.com e a Astana participariam em todas as carreiras "rebeldes" do calendário UCI ProTour. Estas duas deveriam ser convidados, ainda que gozaram de um favoritismo por pertencer ao grupo. A Astana competiu na grande maioria das carreiras implicadas no contencioso enquanto a Unibet.com só foi admitida na Milão-Sanremo por causa de problemas legais com o seu patrocínio na França, que, pela união dos organizadores das Grandes Voltas, as carreiras organizadas por estas também apoiaram o veto nessas outras carreiras fora da França; facto que provocaria o desaparecimento da equipa. O resto das equipas estiveram de pleno direito (ver Disputa entre a UCI e os organizadores das Grandes Voltas).
No entanto, a Astana, devido a problemas internos derivados do positivo de Alexandre Vinokourov em pleno Tour de France de 2007 não participou nas carreiras posteriores que em princípio tinha convite obrigatório como a Clássica de San Sebastián, Volta à Alemanha, Vattenfall Cyclassics e Eneco Tour.

## Equipas (20)
| - França (5) - Ag2r Prévoyance - Bouygues Télécom - Cofidis, Le Crédit par Téléphone - Crédit Agricole - Française des Jeux - Estados Unidos (1) - Discovery Channel Pro Cycling Team | - Espanha (3) - Caisse d´Epargne - Euskaltel-Euskadi - Saunier Duval-Prodir - Alemanha (2) - Gerolsteiner - T-Mobile Team | - Itália (3) - Lampre-Fondital - Liquigas - Team Milram - Dinamarca (1) - Team CSC - Suíça (1) - Astana | - Bélgica (2) - Predictor-Lotto - Quick Step-Innergetic - Países Baixos (1) - Rabobank - Suécia (1) - Unibet.com |

Ademais, também puderam participar mediante convite equipas de categoria Profissional Continental (segunda categoria) ainda que sem poder pontuar.

## Carreiras (27)
| Data                  | Carreira                     | Vencedor             | Equipa do vencedor   |
| --------------------- | ---------------------------- | -------------------- | -------------------- |
| 11-18 de março        | Paris-Nice                   | Alberto Contador     | Discovery Channel    |
| 14-20 de março        | Tirreno-Adriático            | Andreas Klöden       | Astana               |
| 24 de março           | Milão-Sanremo                | Óscar Freire         | Rabobank             |
| 8 de abril            | Volta à Flandres             | Alessandro Ballan    | Lampre-Fondital      |
| 9-14 de abril         | Volta ao País Basco          | Juan José Cobo       | Saunier Duval-Prodir |
| 11 de abril           | Gante-Wevelgem               | Marcus Burghardt     | T-Mobile             |
| 15 de abril           | Paris-Roubaix                | Stuart O'Grady       | CSC                  |
| 22 de abril           | Amstel Gold Race             | Stefan Schumacher    | Gerolsteiner         |
| 25 de abril           | Flecha Valona                | Davide Rebellin      | Gerolsteiner         |
| 29 de abril           | Liège-Bastogne-Liège         | Danilo Di Luca       | Liquigas             |
| 1-6 de maio           | Volta à Romandia             | Thomas Dekker        | Rabobank             |
| 12 de maio-3 de junho | Giro d'Italia                | Danilo Di Luca       | Liquigas             |
| 21-27 de maio         | Volta à Catalunha            | Vladímir Karpets     | Caisse d'Epargne     |
| 10-17 de junho        | Critérium du Dauphiné Libéré | Christophe Moreau    | Ag2r Prévoyance      |
| 16-24 de junho        | Volta à Suíça                | Vladímir Karpets     | Caisse d'Epargne     |
| 24 de junho           | Eindhoven CRE                | CSC                  | CSC                  |
| 7-29 de julho         | Tour de France               | Alberto Contador     | Discovery Channel    |
| 4 de agosto           | Clássica de San Sebastián    | Leonardo Bertagnolli | Liquigas             |
| 10-18 de agosto       | Volta à Alemanha             | Jens Voigt           | CSC                  |
| 19 de agosto          | Vattenfall Cyclassics        | Alessandro Ballan    | Lampre-Fondital      |
| 22-29 de agosto       | Eneco Tour                   | José Iván Gutiérrez  | Caisse d'Epargne     |
| 1-23 de setembro      | Volta a Espanha              | Denis Menchov        | Rabobank             |
| 2 de setembro         | Grande Prêmio de Plouay      | Thomas Voeckler      | Bouygues Télécom     |
| 9-15 de setembro      | Volta à Polónia              | Johan Van Summeren   | Predictor-Lotto      |
| 7 de outubro          | Campeonato de Zurique        | ----------           | ----------           |
| 14 de outubro         | Paris-Tours                  | Alessandro Petacchi  | Milram               |
| 20 de outubro         | Giro de Lombardia            | Damiano Cunego       | Lampre-Fondital      |

1. 1 2  O Campeonato de Zurique não se disputou, devido à falta de patrocinadores da carreira, segundo informou a organização, a 19 de abril de 2007 num comunicado oficial, com o que finalmente foram 26 as carreiras pontuáveis.

## Classificações finais

### Classificação individual
| Posição | Ciclista           | Equipa            | Pontos |
| ------- | ------------------ | ----------------- | ------ |
| 1       | Cadel Evans        | Predictor-Lotto   | 247    |
| 2       | Davide Rebellin    | Gerolsteiner      | 197    |
| 3       | Alberto Contador   | Discovery Channel | 191    |
| 4       | Alejandro Valverde | Caisse d'Epargne  | 190    |
| 5       | Óscar Freire       | Rabobank          | 182    |

### Classificação por equipas
| Posição | Equipa                | Pontos |
| ------- | --------------------- | ------ |
| 1       | CSC                   | 392    |
| 2       | Liquigas              | 354    |
| 3       | Caisse d'Epargne      | 337    |
| 4       | Ag2r Prévoyance       | 324    |
| 5       | Quick Step-Innergetic | 310    |

### Classificação por países
| Posição | País       | Pontos |
| ------- | ---------- | ------ |
| 1       | Espanha    | 849    |
| 2       | Itália     | 728    |
| 3       | Austrália  | 520    |
| 4       | Rússia     | 437    |
| 5       | Luxemburgo | 377    |

- Actualizado a 20 de outubro de 2007 (final, depois do Giro de Lombardia).